# 톰 로키어
토마스 알룬 로키어(영어: Thomas Alun Lockyer, 1994년 12월 3일 ~ )는 웨일스의 축구 선수이다. 포지션은 센터백이며, 현재 잉글랜드 프리미어리그의 루턴 타운 FC에서 뛰고 있다.